# フランセス・シェリダン
フランセス・シェリダン(英語: Frances Sheridan、旧姓チェンバレン、1724 – 1766年9月26日)はアングロアイリッシュの小説家・劇作家である。

## 来歴
フランセス・チェンバレンはアイルランドのダブリンで生まれた。父のドクター・フィリップ・チェンバレンはイングランド国教会の牧師であった。1747年にフランセスは役者で劇場のディレクターだったトマス・シェリダンと結婚し、同じ時期に最初の小説Eugenia and Adelaideにとりかかった。シェリダン夫妻は1754年にロンドンに旅した後、仕事上の理由で1758年からロンドンに引っ越し、そのままこの街に住み続けるようになった。ロンドンでフランセスはサミュエル・リチャードソンに紹介され、リチャードソンはフランセスの執筆を励ました。フランセスのもっとも成功した小説はMemoirs of Miss Sidney Bidulph (1761)であり、これは日記形式でリチャードソンの『パミラ、あるいは淑徳の報い』の影響を受けている。フランセスは戯曲にも取り組み。1760年代に2本の芝居がロンドン、ドルリー・レーン劇場でデイヴィッド・ギャリックの劇団により上演された。フランセスはさらに著名な劇作家であるリチャード・ブリンズリー・シェリダンの母であり、息子の初期の成功作は母の芝居の影響が強い。フランセスは42歳の時、フランスのブロワで亡くなった。
孫であるアリシア・レファニュが書いた伝記が1824年に刊行された。

## 作品

### 戯曲
- The Discovery (1763)
- The Dupe (1764)
- A Trip to Bath (1765)

### 小説
- Memoirs of Miss Sidney Bidulph (1761)
- The History of Nourjahad (1767)
- Conclusion of the Memoirs (1767)
- Eugenia and Adelaide (unpublished until 1791)